# Wilhelm Andreas
Friedrich Wilhelm Andreas (* 1. Juli 1882 in Volkmarsdorf; † 15. Oktober 1951 in Leipzig) war ein deutscher Bildhauer, Porzellandesigner und Innenarchitekt.

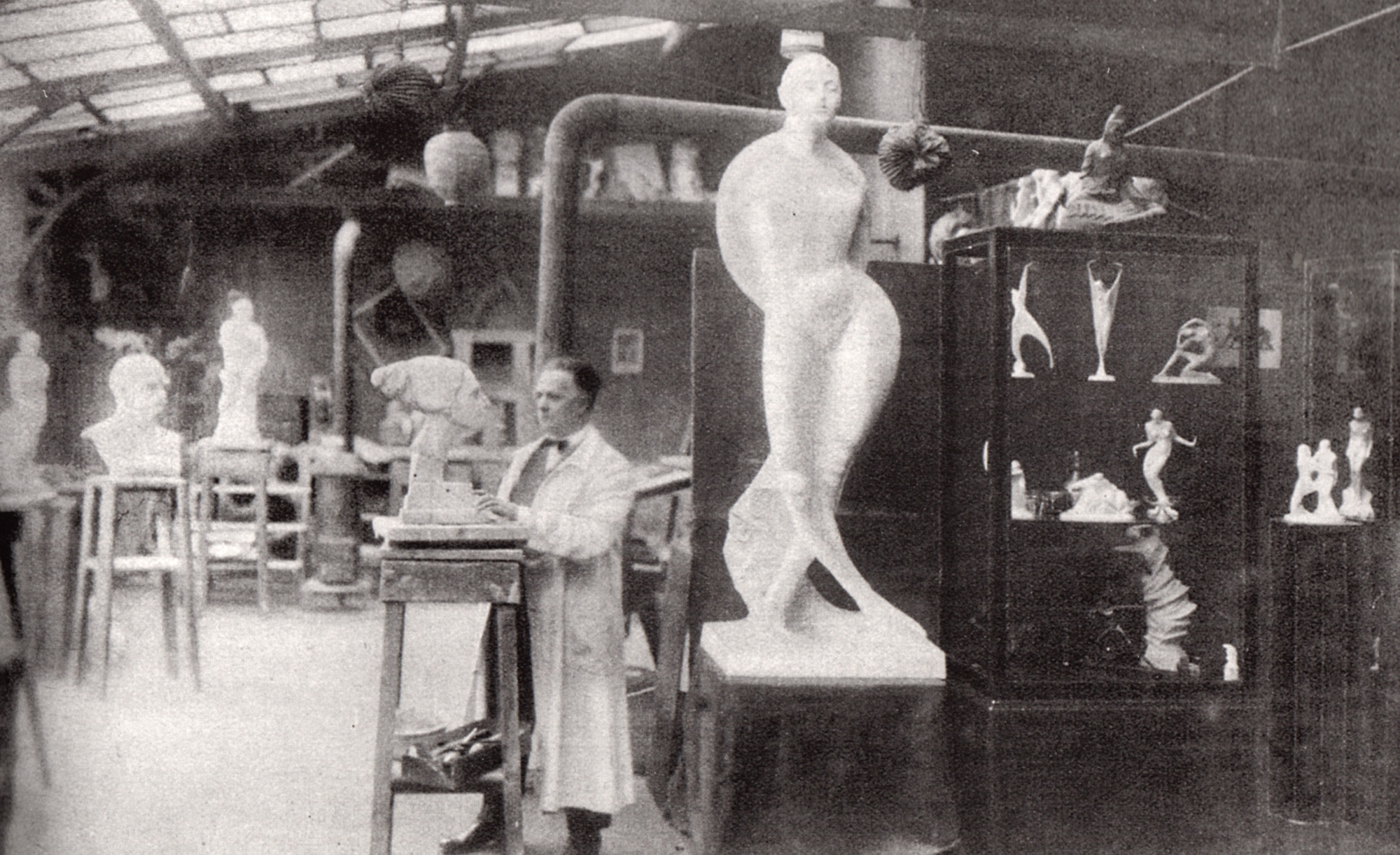
Wilhelm Andreas in seinem Atelier 1924, in der Vitrine Porzellankleinplasiken, obere Reihe Gruppe „Freude“

## Leben

### Ausbildung
Der Sohn eines Leipziger Schriftsetzers studierte von Ostern 1899 bis Ostern 1903 als Vollschüler an der Kunstakademie Leipzig und war von 1919 bis 1920 erneut Schüler bei Adolf Lehnert. Zwischenzeitlich war er zehn Jahre in Berlin mit kunstgewerblichen Arbeiten beschäftigt und bildete sich auf Studienreisen, die ihn nach Rom und Paris führten, autodidaktisch weiter.

### Kunstschaffen
Anschließend ließ er sich als freischaffender Künstler in Leipzig nieder. Er wohnte in der Zeitzer Straße 2a (heute Karl-Liebknecht-Straße). Sein Atelier befand sich im Künstlerhaus am Nikischplatz. Nach dessen Zerstörung am 4. Dezember 1943 nutzte er gemeinsam mit Johannes Hartmann das stark beschädigte ehemalige Atelier Max Klingers, dessen Eigentümer Hartmann war.
Neben plastischen Arbeiten an industriellen und öffentlichen Bauten wie dem Gebäude der Leipziger Oberpostdirektion, schuf Andreas hauptsächlich Porträtbüsten und Reliefs, die in Bronze ausgefertigt wurden. Bei der figürlichen Kleinplastik richtete sich sein künstlerisches Interesse auf den Ausdruck von Rhythmus und Bewegung, weshalb seine gemäßigt expressionistischen Entwürfe oftmals starke Stilisierungen aufweisen und sich thematisch häufig dem Sportgenre widmen. Ab 1914 wurden diese Figuren verstärkt in weiß glasiertem Porzellan ausgeführt.
Andreas war selbst sportlich aktiv. Er war auch an Publikationen des Verbandes Mitteldeutscher Ballspiel-Vereine beteiligt, in dem er organisiert war. Er gewann zahlreiche Sportpreise und war Träger der Silbernen Ehrennadel des Gaues Nordwestsachsen des Verbandes. Daraus erklärt sich auch die Darstellung von Sportfunktionären in seinem bildhauerischen Schaffen.
1927 wurden seine Werke in einer Kollektiv-Ausstellung im Leipziger Künstlerhaus gezeigt. 1932 war er mit fünf Arbeiten auf der 2. Großen Kunstausstellung in Berlin vertreten. 1939, 1941 und 1942 beteiligte er sich mit je einem Werk an den Großen deutschen Kunstausstellungen in München. Andreas betätigte sich auch als Innenarchitekt.
Er verstarb in Leipzig. Die Urne des langjährigen Vorsitzenden des Sächsischen Verbandes Bildender Künstler wurde auf dem dortigen Südfriedhof an prominenter Stelle beigesetzt. Die Grabstätte ist nicht erhalten.

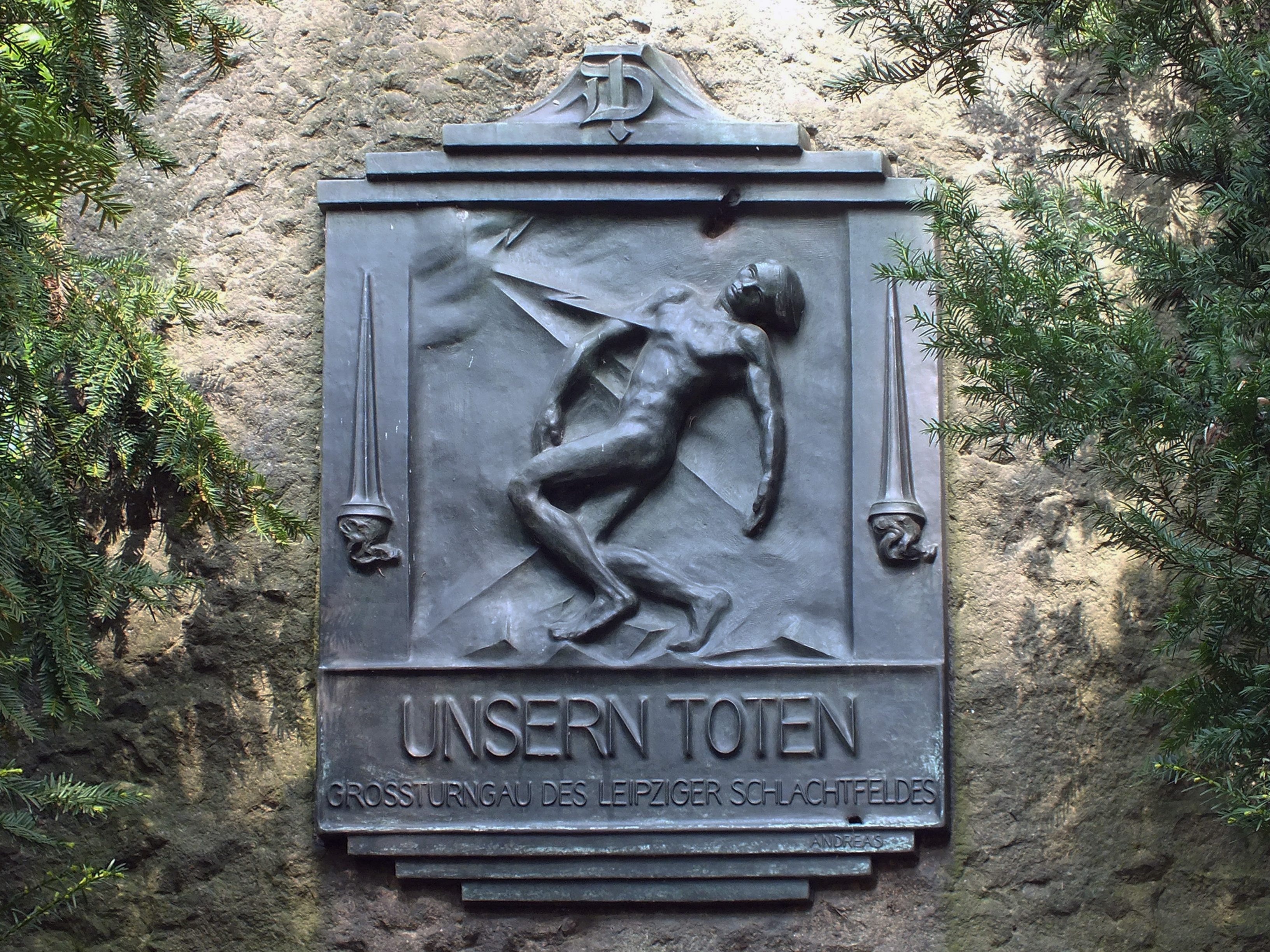
Bronzerelief für gefallene Turner auf dem Südfriedhof Leipzig
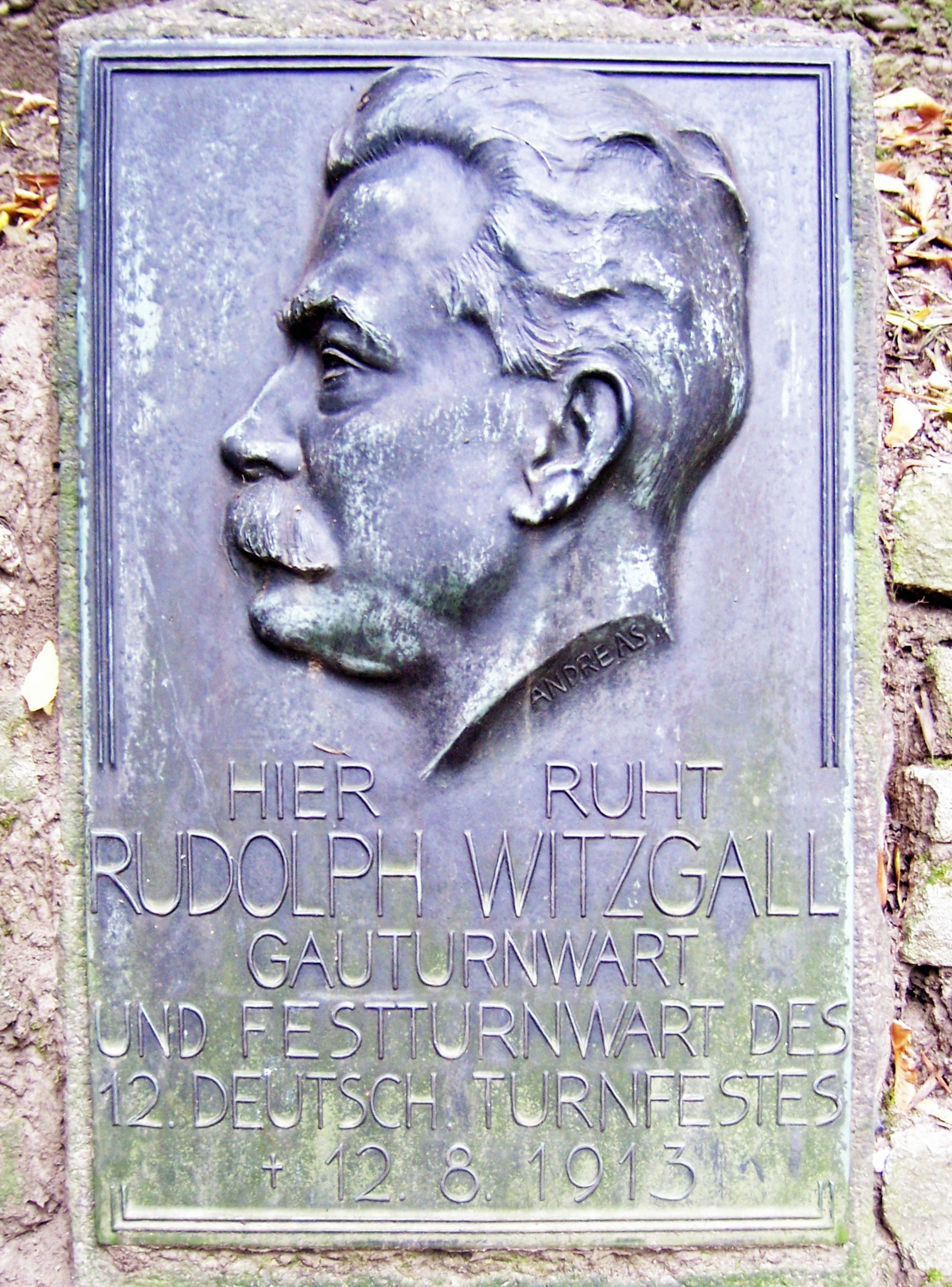
Bronzerelief für den Sportfunktionär Rudolph Witzgall
Relief August Fritz Groh, Turn- und Sportdirektor der Stadt Leipzig
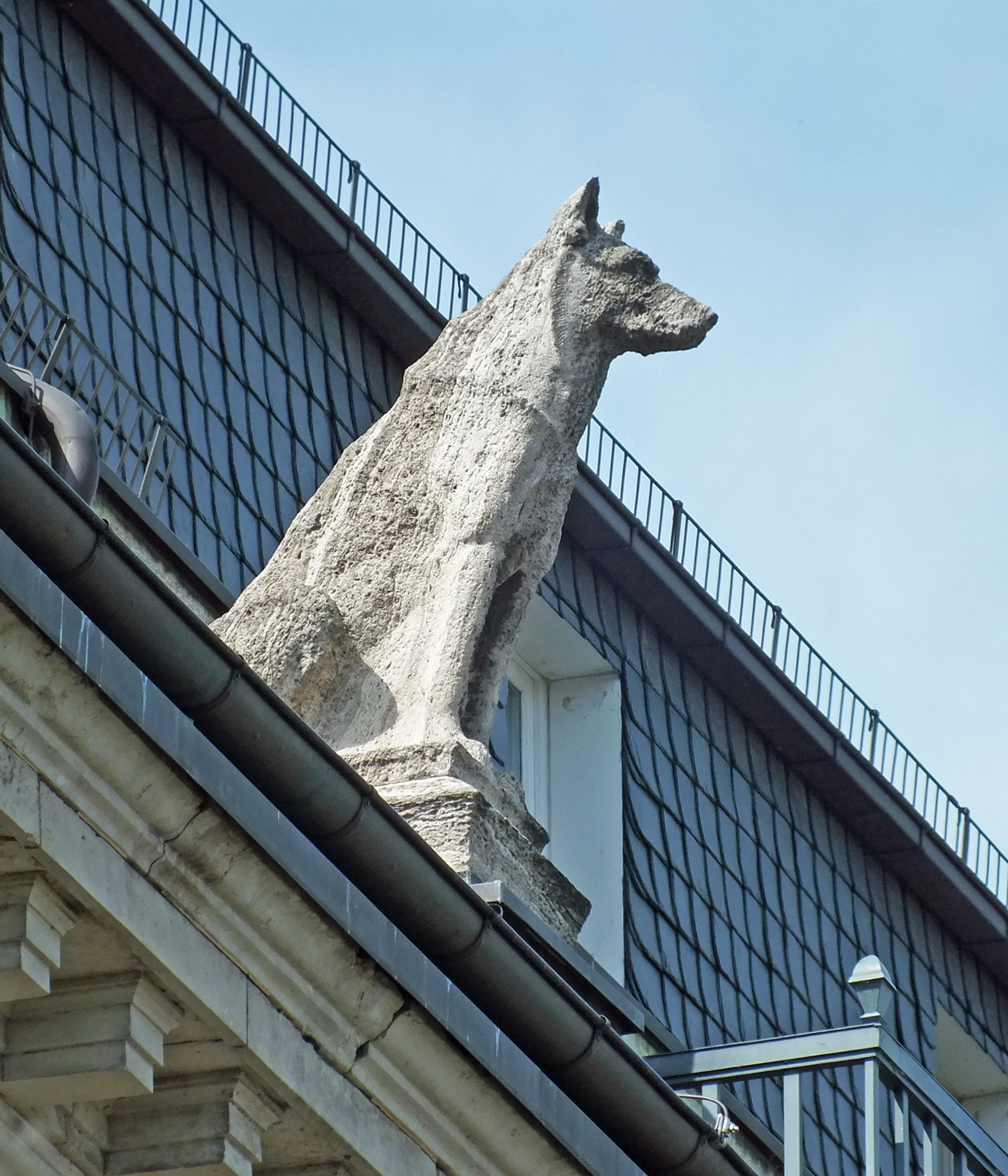
Polizeihund auf dem Dach der Polizeidirektion Leipzig (Dimitroffstraße)
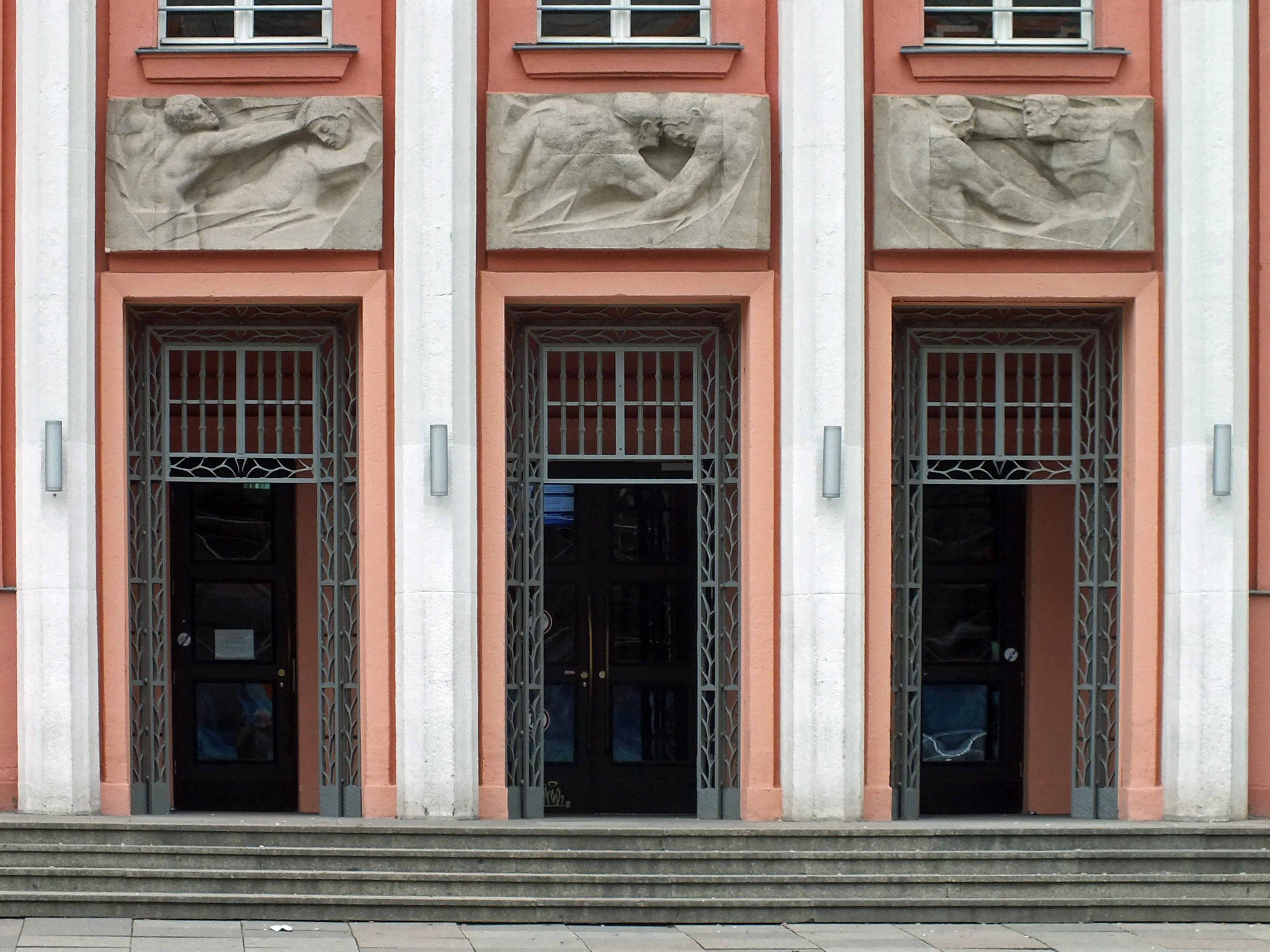
Plastiken am Eingang zum Lipsius-Bau der HTWK Leipzig (ehemals Oberpostdirektion)

## Werke (Auswahl)

### Porträts
als Bronzebüsten oder -reliefs
- Max Reger
- Ludwig van Beethoven
- Max Klinger
- Robert Teichmüller
- Georg Wünschmann
- Gustav Wustmann
- Adolf Barth
- Theodor Fritsch[3]
- Rudolf Kittel
- Rudolph Witzgall (1853–1913), Sportfunktionär
- Fritz Groh (1878–1949), Turn- und Sportdirektor der Stadt Leipzig

### Kleinplastik
- 1920 Tanzendes Paar, Marmor
- 1920 Kugelstoßer, Bronze
- 1920 Pierrot, Porzellan, ungefasst, Volkstedt
- 1920 Schwertkämpfer, Bronze
- 1920 Jugendlicher Äskulap heilt einen Kranken, Figurengruppe, Porzellan, ungefasst, Gebr. Heubach
- 1921 Speerwerfer, Bronze
- 1921 Blinder Bettler, Steinzeug, Herstellung SOMAG Meissen
- 1921 Gruppe „Freude“, Porzellan, glasiert
- 1921 Tänzerin, Porzellan, ungefasst, Gebr. Heubach
- 1921 Tänzerin, Porzellan, ungefasst, Volkstedt
- 1928 Leda und der Schwan, Porzellan, ungefasst, Gebr. Heubach
- 1928 Schaumgeborene, Bronze
- 1930 Geschwindigkeit, Bronze
- 1937 Schwimmerin vor dem Start, Bronze
- Stehender Frauenakt mit Schalmei, Bronze
- Gleisarbeiter, Bronze auf Marmorsockel

### Großplastik
- 1925 Polizeihund auf dem Dach der Polizeidirektion Leipzig
- 1926 Kunststeinreliefs über dem Haupteingang der Leipziger Oberpostdirektion (heute Lipsius-Bau der Hochschule für Technik, Wirtschaft und Kultur Leipzig (HTWK))
- 1927 Granit-Gedenkstein mit Bronzeplatte für im Ersten Weltkrieg gefallene Turner auf dem Südfriedhof Leipzig
- 1941 Diskuswerferin[4]
- 1942 Lebensfreude[5]